# Sceptonia regni
Sceptonia regni är en tvåvingeart som beskrevs av Chandler 1991. Sceptonia regni ingår i släktet Sceptonia, och familjen svampmyggor. Arten är reproducerande i Sverige.